# Aeroportul Jerry Tyler Memorial
Aeroportul Jerry Tyler Memorial (IATA: NLE, FAA LID: 3TR) este un aeroport din Michigan, Statele Unite ale Americii.
Situat la o altitudine de 229 m, aeroportul dispune de 2 piste.

## Infrastructură

### Piste
Aeroportul dispune de 2 piste. Pista 04/22 are suprafața de asfalt și dimensiunile 3.316 picioare × 55 picioare. Pista 15/33 are suprafața de asfalt și dimensiunile 4.100 picioare × 75 picioare. 